# Las Máquinas (banda)
Las Máquinas va ser un grup de música fundat a València a la fi de 1988. Un any després van quedar finalistes en el concurs de rock organitzat per la Generalitat Valenciana. En aquella època el grup estava format per Joan F. Toledo, Rafael Martínez, Juan Carlos Plaza "Juancho" i José Sales. Posteriorment se'ls va unir "Epo" Toledo.
Després de guanyar el concurs, la multinacional Sony els va fitxar per a gravar el seu primer àlbum Las Máquinas (1992). El grup es va traslladar a Doncaster (Regne Unit) per a enregistrar-lo. Després del llançament, l'èxit no va ser l'esperat, però els components del grup no es van desanimar i sota el segell Lucas Records van publicar el seu segon disc, Fextival!, en 1991.
En la darrera etapa del grup se'ls va unir el tàndem de germans Tormo amb la seva secció de vent sota l'epígraf Los Fabulosos Tórmicos. Amb ells van publicar el seu últim disc Colorín Colorado (Matarile Pop Records - 1988).
El grup va encapçalar durant tots aquests anys la branca més hedonista, ballable i festiva de tot el panorama musical de la Comunitat Valenciana.

## Discografia
- Las Máquinas (1988).
- Fextival! (1994).
- Colorín Colorado (1998).

## Més informació
- Notícia de l'últim concert publicat per El País.
- Serrador Almudéver, Raül (coordinador). Historia del Rock en la Comunitat Valenciana, Avantpress. València. 2004. Pàgines 335, 336, 346 i 524.